# Berlín Blues
Berlín Blues és una pel·lícula espanyola dirigida el 1988 per Ricardo Franco, que també n'és el guionista. Fou la primera pel·lícula d'un aleshores desconegut José Coronado. La banda sonora fou encarregada al compositor de jazz Lalo Schifrin

## Argument
Lola és una jove i atractiva cantant de cabaret a l'oest de Berlín que actua al club Berlin Blues, freqüentat pel jovent de les tribus urbanes postmodernes. Estima la llibertat i té por de l'amor que la pot lligar. Coneix Reiner Hössler, un director d'orquestra de Berlín i al seu deixeble, el pianista David Zimmerman, enamorat de Mozart i del rock'n'roll, i estableixen un triangle amorós tots tres.

## Repartiment
- Julia Migenes - Lola
- Keith Baxter -	Prof. Huessler
- José Coronado - David
- Javier Gurruchaga -	Micky
- Gerardo Vera -	Bauer
- Jesús López Cobos
- Mireia Ros - Linda
- Josep Maria Pou - Comissari

## Nominacions i premis
III Premis Goya
| Categoria                    | Persona                           | Resultat   |
| ---------------------------- | --------------------------------- | ---------- |
| Millor director              | Ricardo Franco                    | Candidat   |
| Millor actor de repartiment  | Jorge Sanz                        | Candidat   |
| Millor muntatge              | Teresa Font Guiteras              | Candidats  |
| Millor fotografia            | Teo Escamilla                     | Candidats  |
| Millor direcció artística    | Gerardo Vera                      | Candidat   |
| Millor so                    | Carlos Faruolo i Enrique Molinero | Guanyadors |
| Millor direcció de producció | Emiliano Otegui                   | Candidat   |

Julia Migenes va rebre la menció especial del jurat al Festival Internacional de Cinema de Mont-real pel seu paper a la pel·lícula.